# انتشار گازهای غیر خروجی
انتشار گازهای غیر اگزوز از ساییدگی لنت ترمز وسیله موتوری، لاستیک‌ها، خود جاده‌ها و ذرات معلق در جاده ناشی می‌شود. این ذرات معلق از ذراتی با اندازه میکرومتر تشکیل شده‌اند و اثرات منفی بر سلامتی، از جمله بیماری‌های تنفسی و سرطان، دارند. ذرات معلق بسیار ریز با بیماری‌های قلبی عروقی مرتبط دانسته شده‌اند. مطالعات اپیدمیولوژیک متعدد نشان داده‌اند که قرار گرفتن در معرض ذرات معلق با عفونت‌های حاد تنفسی، سرطان ریه و بیماری‌های مزمن تنفسی و قلبی عروقی مرتبط است. محققان همچنین همبستگی‌هایی بین قرار گرفتن در معرض ذرات ریز معلق و میزان مرگ و میر در همه‌گیری‌های قبلی ویروس کرونا یافته‌اند.
مطالعات نشان داده‌اند که انتشار ذرات غیر خروجی از وسایل نقلیه می‌تواند بیشتر از ذرات ناشی از اگزوز باشد.
کمیسیون اروپا انتظار دارد که «تا سال ۲۰۵۰، آلاینده‌های غیرآلاینده تا ۹۰ درصد از کل ذرات منتشر شده توسط حمل و نقل جاده‌ای را تشکیل دهند».

## انواع انتشار گازهای گلخانه‌ای

### ترمزها
سایش ترمز به صورت ذرات معلق در هوا منتشر می‌شود. هنگام اعمال فشار به سیستم ترمز، این دو نیرو به هم وارد می‌شوند. ترمزهای اصطکاکی استاندارد در یک وسیله نقلیه تحت اصطکاک بین لنت ترمز و یک دیسک یا درام چرخان عمل می‌کنند. فرایند اصطکاک باعث سایش لنت ترمز و سطح دیسک یا درام می‌شود و منجر به آزاد شدن ذرات می‌شود که بخش قابل توجهی از آنها در هوا پخش می‌شوند.

### لاستیک‌ها
ذرات ناشی از لاستیک خودروها، محیط زیست و هوایی که تنفس می‌کنیم را آلوده می‌کنند، در حالی که اثرات بلندمدت آن بر سلامت ما و اکوسیستم ناشناخته است. این ذرات فرسوده لاستیک به دلیل مواد شیمیایی سمی که از آنها ساخته شده‌اند، به ویژه مضر هستند و از طریق ذرات به رودخانه‌ها و اقیانوس‌های ما نشت می‌کنند. این مواد شیمیایی تأثیر مخربی بر حیات وحش دارند و در زنجیره غذایی تجمع می‌یابند و در نهایت خطر قابل توجهی را ایجاد می‌کنند.— امپریال کالج لندن، ذرات ساییده شده تایر برای ما و محیط زیست سمی هستند
آلودگی لاستیک در هوا منتشر می‌شود. هنگام تماس با جاده، سطح لاستیک به‌طور پیوسته در اثر تماس با سطح جاده ساییده می‌شود. این منجر به آزاد شدن مقادیر زیادی ذرات لاستیکی کوچک می‌شود که طیف وسیعی از اندازه‌ها را پوشش می‌دهند.

### سطح جاده
خود جاده ساییده می‌شود و ذرات معلق را در هوا آزاد می‌کند. اصطکاک بین سطح تایر و سطح جاده، که منجر به ساییدگی تایر می‌شود، می‌تواند سطح جاده را نیز ساییده کند، به خصوص در مواردی که سطح جاده از قبل دچار ترک خوردگی شده باشد. از این رو، ذرات ساییدگی سطح جاده نیز در جو آزاد می‌شوند.

## گرد و غبار جاده
ذرات روی جاده پرتاب می‌شوند یا به هوا دمیده می‌شوند. میزان انتشار گرد و غبار جاده‌ای به سرعت، اندازه، شکل، تخلخل وسیله نقلیه، میزان گرد و غبار روی سطح جاده و شرایط آب و هوایی بستگی دارد. عدم قطعیت قابل توجهی در مورد میزان آن منتشر شده توسط منابع غیر اگزوز در شرایط رانندگی در دنیای واقعی و چگونگی تغییر این مقدار با عوامل ذکر شده در بالا وجود دارد.

## راه‌های کاهش انتشار گازهای گلخانه‌ای
دانشمندان و قانون‌گذاران متعددی در این حوزه، مقررات جامع‌تری برای لاستیک‌ها پیشنهاد کرده‌اند. وسایل نقلیه سبک‌تر آلودگی کمتری دارند و کاهش کیلومترهای طی شده توسط وسایل نقلیه یکی دیگر از روش‌های کاهش انتشار گازهای گلخانه‌ای غیر از گازهای خروجی اگزوز است. کاهش تقاضا برای سفر با وسیله نقلیه شخصی می‌تواند با اقدامات مختلفی که جذابیت نسبی حمل و نقل عمومی و حالت‌های غیرموتوری را نسبت به وسایل نقلیه شخصی افزایش می‌دهد، محقق شود. این اقدامات می‌تواند شامل عوامل بازدارنده برای مالکیت و استفاده از وسایل نقلیه خصوصی، یعنی اقداماتی که هزینه‌ها و ناراحتی‌های آنها را افزایش می‌دهد، و همچنین مشوق‌هایی برای روش‌های جایگزین (مثلاً حمل و نقل عمومی، پیاده‌روی و دوچرخه‌سواری) باشد.

## خودروهای برقی و هیبریدی
خودروهای برقی و هیبریدی با ترمز احیاکننده، میزان فرسایش ترمز یکسانی منتشر نمی‌کنند، اما از سال ۲۰۲۲ سنگین‌تر از خودروهای احتراق داخلی بوده‌اند، بنابراین هنوز ذرات درشت‌تر بیشتری از ذرات معلق جاده، فرسایش جاده و فرسایش تایر منتشر می‌کنند.

## سازمان‌های نظارتی و سیاست‌هایی که انتشار گازهای خروجی را هدف قرار می‌دهند
تعداد بسیار کمی از آژانس‌ها مسئول اجرای استانداردهای انتشار گازهای خروجی برای انتشار گازهای غیر خروجی هستند. بیشتر سیاست‌ها، انتشار گازهای خروجی از اگزوز را هدف قرار می‌دهند و انتشار ذرات معلق غیر از اگزوز را تنظیم نمی‌کنند. از سال ۲۰۲۳، استانداردهای یورو ۷ هنوز مورد بحث هستند.